# BBC Radio 2
Pour les articles homonymes, voir Radio 2.
BBC Radio 2, ou plus communément Radio 2, est une des radios nationales appartenant à la BBC, et est la station de radio la plus populaire au Royaume-Uni avec 15 millions d'auditeurs chaque semaine. La radio diffuse, la plupart de la journée, une playlist centrée autour des adult contemporary, indépendant et AOR des années 1960 à nos jours, bien que la station diffuse également d'autres genres musicaux spécialisés. Chaque soirée, entre 20 h et minuit, elle laisse place à des émissions de musique plus spécialisées, dans des genres aussi divers que le jazz, le blues, le classic rock, le reggae, l'easy listening, la country et la folk. La radio est diffusée à travers tout le Royaume-Uni, en FM, entre les fréquences 88 et 91 MHz.

## Identité visuelle

### Logos

Ancien logo de BBC Radio 2 de 2001 à 2007
Logo de BBC Radio 2 de 2007 à 2022
Logo de BBC Radio 2 depuis 2022

## Les animateurs

### Actuels
- Michael Ball
- Zoë Ball
- Don Black
- Tony Blackburn
- O. J. Borg
- Kate Bottley
- Ken Bruce
- Craig Charles
- Sara Cox
- Jamie Cullum
- Gary Davies
- Chris Evans
- Vanessa Feltz
- Paul Gambaccini
- Bob Harris
- Jools Holland
- Ana Matronic
- Cerys Matthews
- Simon Mayo
- Jason Mohammad
- Huey Morgan
- Trevor Nelson
- Graham Norton
- Paul O'Grady
- Dermot O'Leary
- Elaine Paige
- Mark Radcliffe
- Anneka Rice
- Angela Scanlon
- Moira Stuart
- Liza Tarbuck
- Clare Teal
- Jeremy Vine
- Johnnie Walker
- Jo Whiley
- Claudia Winkleman
- Steve Wright